# Litijumska voda
Litijumska voda se definiše kao tip mineralne vode koju karakteriše prisustvo litijumovih soli (kao što su karbonat, hlorid ili citrat litijuma). Prirodne litijumske mineralne izvorske vode su retke, i malo je komercijalno flaširanih proizvoda od litijumske vode.
Između 1880-ih i Prvog svetskog rata, bila je popularna konzumacija flaširane litijumske mineralne vode. Jedna od prvih komercijalno prodatih litijumskih voda u Sjedinjenim Državama flaširana je u Litija Springsu, Džordžija, 1888. godine. Tokom ove ere, postojala je tolika potražnja za litijumskom vodom da je došlo do proliferacije flaširanih proizvoda od litijumske vode. Međutim, samo nekoliko nih su bile prirodne litijumske izvorske vode. Većina brendova flaširane litijumske vode dodavala je litijum bikarbonat izvorskoj vodi i nazvala je litijumskom vodom. Sa početkom Prvog svetskog rata i formiranjem nove američke vladine agencije za bezbednost hrane, punionice mineralne vode bile su pod lupom. Nova agencija je izrekla velike kazne protiv punionica mineralne vode za pogrešno označene, lažno predstavljene i falsifikovane proizvode. Ove vladine akcije i njihov publicitet, zajedno sa javnim radovima koji su činili čistu vodu iz česme lako dostupnom, doveli su do toga da američka javnost izgubi poverenje i interesovanje za flaširanu mineralnu vodu.

Litijumska voda sadrži različite litijumove soli, uključujući litijum citrat. Rana verzija Koka-kole dostupna u farmeaceutskim fontanama gazirane vode pod nazivom Lithia Coke bila je mešavina Koka-kolinog sirupa i Bovdenove litijumske izvorske vode. Bezalkoholno piće 7Up je nazvano "Bib-marka litijumske limunsko-limetne sode" kada je formulisano 1929. godine, jer je sadržalo litijum citrat. Napitak je bio patentirani lek koji se prodaje kao lek za mamurluk. Litijum citrat je uklonjen iz 7Up-a 1948.